# Emiliano Fenu
Emiliano Fenu (Siniscola em 29 de janeiro de 1977) é um político italiano. Ele é um senador da XVIII legislatura da Itália pelo Movimento 5 Estrelas. É membro da 6ª Comissão Permanente (Finanças e Tesouraria) desde 21 de junho de 2018. É também membro da Comissão Parlamentar de Supervisão do Registo Fiscal desde 29 de novembro de 2018.